# ZZ Top's First Album
«ZZ Top's First Album» — перший студійний альбом американського рок-гурту ZZ Top, випущений у січні 1971 року лейблом «London Records».

## Про альбом
Альбом був записаний у студії Robin Hood Studios у місті Тайлер, штат Техас.

## Список композицій
| Перша сторона | Перша сторона                            | Перша сторона                         | Перша сторона |
| #             | Назва                                    | Автор                                 | Тривалість    |
| ------------- | ---------------------------------------- | ------------------------------------- | ------------- |
| 1.            | «(Somebody Else Been) Shaking Your Tree» | Біллі Гіббонс                         | 2:32          |
| 2.            | «Brown Sugar»                            | Біллі Гіббонс                         | 5:22          |
| 3.            | «Squank»                                 | Біллі Гіббонс, Дасті Гілл, Білл Гем   | 2:46          |
| 4.            | «Goin' Down to Mexico»                   | Біллі Гіббонс, Дасті Гілл, Білл Гем   | 3:26          |
| 5.            | «Old Man»                                | Біллі Гіббонс, Дасті Гілл, Френк Бірд | 3:23          |

| Друга строна | Друга строна                | Друга строна                        | Друга строна |
| #            | Назва                       | Автор                               | Тривалість   |
| ------------ | --------------------------- | ----------------------------------- | ------------ |
| 1.           | «Neighbor, Neighbor»        | Біллі Гіббонс                       | 2:18         |
| 2.           | «Certified Blues»           | Біллі Гіббонс, Френк Бірд, Білл Гем | 3:25         |
| 3.           | «Bedroom Thang»             | Біллі Гіббонс                       | 4:37         |
| 4.           | «Just Got Back from Baby's» | Біллі Гіббонс, Білл Гем             | 4:07         |
| 5.           | «Backdoor Love Affair»      | Біллі Гіббонс, Білл Гем             | 3:20         |
| 35:16        |                             |                                     |              |